# Certara
Certara is een gemeente en plaats in het Zwitserse kanton Ticino, en maakt deel uit van het district Lugano.
Certara telt 58 inwoners.